# Liste der Bodendenkmäler in Aura im Sinngrund
Auf dieser Seite sind die Bodendenkmäler in der unterfränkischen Gemeinde Aura im Sinngrund zusammengestellt. Diese Tabelle ist eine Teilliste der Liste der Bodendenkmäler in Bayern. Grundlage ist die Bayerische Denkmalliste, die auf Basis des Bayerischen Denkmalschutzgesetzes vom 1. Oktober 1973 erstmals erstellt wurde und seither durch das Bayerische Landesamt für Denkmalpflege geführt wird. Die folgenden Angaben ersetzen nicht die rechtsverbindliche Auskunft der Denkmalschutzbehörde.

## Bodendenkmäler der Gemeinde Aura im Sinngrund

### Bodendenkmäler in der Gemarkung Aura im Sinngrund
| Lage                        | Objekt | Akten-Nr.     | Bild |
| --------------------------- | --- | ------------- | ---- |
| Aura i.Sinngrund (Standort) | Glashütte des späten Mittelalters oder der frühen Neuzeit.                                                                       | D-6-5823-0008 |      |
| Aura i.Sinngrund (Standort) | Glashütte des späten Mittelalters oder der frühen Neuzeit.                                                                       | D-6-5823-0009 |      |
| Aura i.Sinngrund (Standort) | Glashütte des späten Mittelalters oder der frühen Neuzeit.                                                                       | D-6-5823-0011 |      |
| Aura i.Sinngrund (Standort) | Befunde des Mittelalters und der frühen Neuzeit im Bereich der ehemaligen katholischen Kirche St. Erasmus von Aura im Sinngrund. | D-6-5823-0016 |      |
| Aura i.Sinngrund (Standort) | Vorgängerbauten sowie Befunde des Mittelalters und der frühen Neuzeit im Bereich des ehemaligen Schlosses von Aura i.Sinngrund.  | D-6-5823-0017 |      |
| Aura i.Sinngrund (Standort) | Freilandstation des Mesolithikums.                                                                                               | D-6-5823-0038 |      |
| Aura i.Sinngrund (Standort) | Freilandstation des Mesolithikums.                                                                                               | D-6-5823-0040 |      |